# Parco nazionale Vadvetjåkka
Il parco nazionale Vadvetjåkka è un parco nazionale della Svezia. Si trova nella contea di Norrbotten, in particolare nella municipalità di Kiruna, in uno dei punti più remoti del nord ovest del paese. È stato istituito nel 1920 e occupa una superficie di 2630 ha. Prende il nome dalla montagna più alta del parco, il Vadvetjåkka.

## Territorio
La maggior parte del territorio del parco è costituito dalla parte montuosa, spesso di roccia calcarea.
A sud della montagna si trova un grande delta.

## Flora

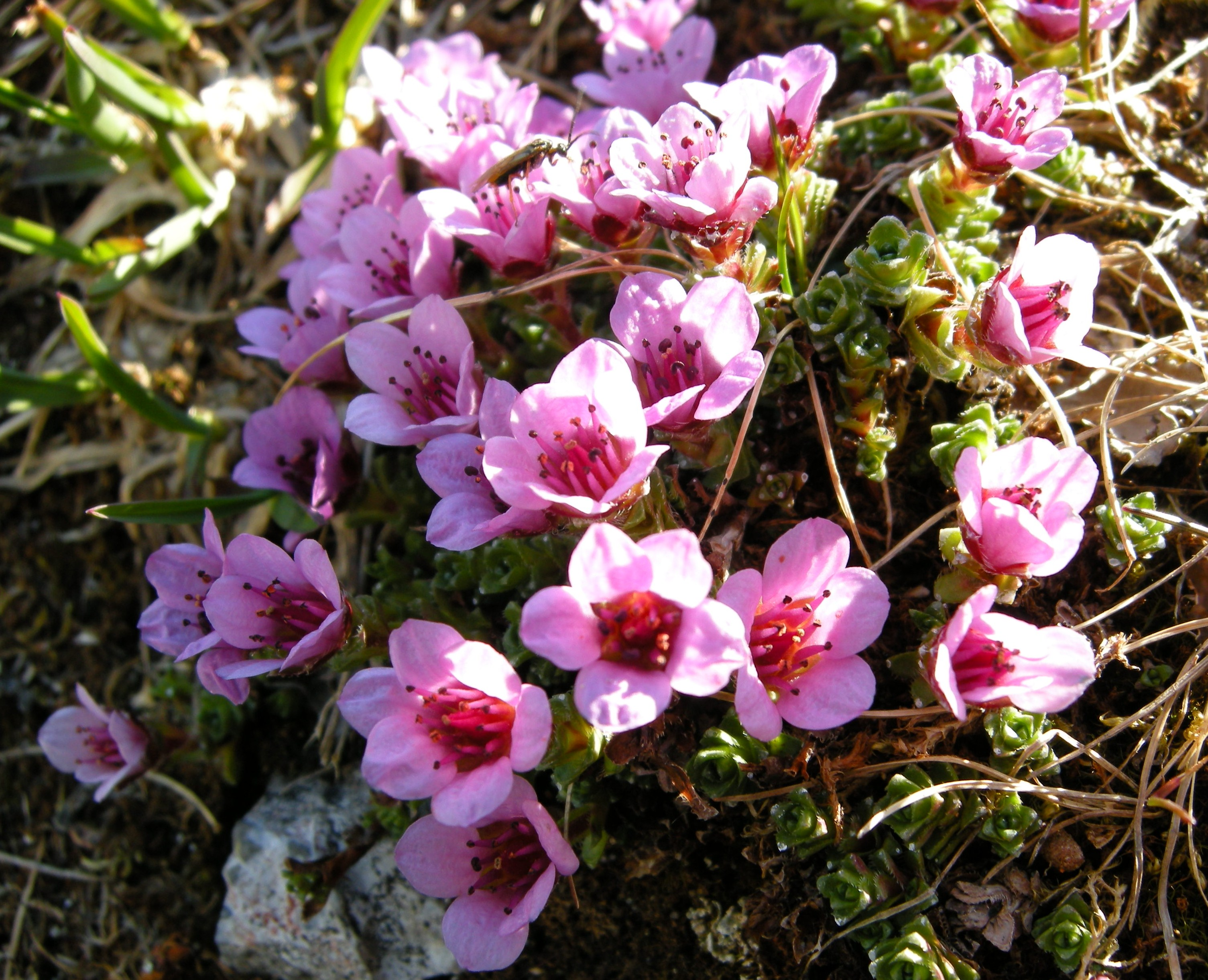
Saxifraga oppositifolia

La flora del parco è varia:  Dryas octopetala, Saxifraga oppositifolia, Veronica arvensis, Primula scandinavica, Braya linearis sono solo alcune delle specie presenti.

## Fauna

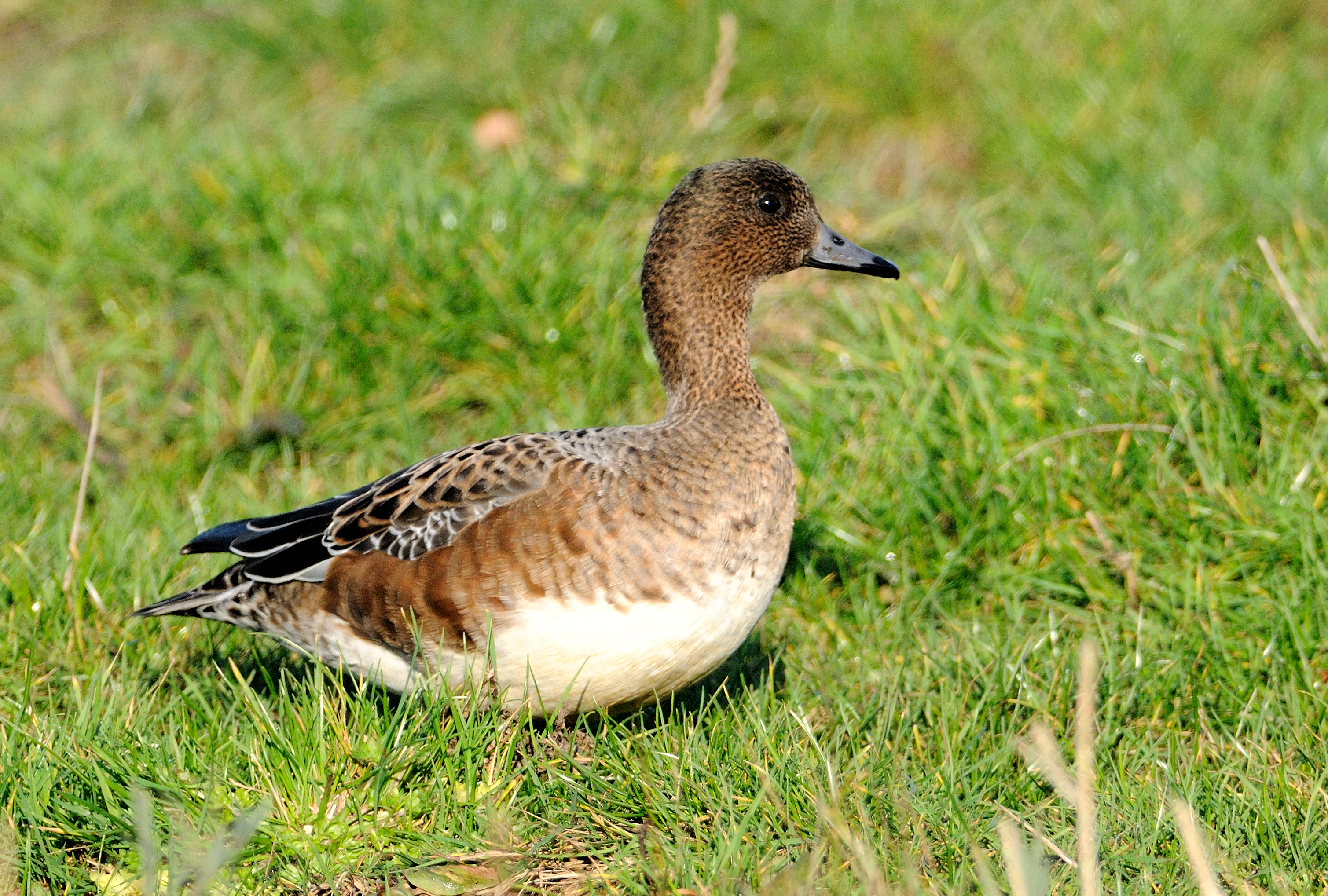
Il fischione

Nella parte del delta trova il proprio habitat una ricca avifauna: si incontrano l'alzavola, la moretta grigia, il fischione, l'organetto artico, il forapaglie.